# Heterachthes lemniscus
Heterachthes lemniscus är en skalbaggsart som beskrevs av Martins 1970. Heterachthes lemniscus ingår i släktet Heterachthes och familjen långhorningar. Inga underarter finns listade i Catalogue of Life.